# Garry's Mod
Garry's Mod (skraćeno GMod) je sandbox videoigra koju je razvio Garry Newman i izdala kompanija Facepunch Studios. Prvotno je bila modifikacija za igru Half-Life 2, ali je kasnije postala samostalna igra. Garry's Mod je prvi put objavljen 2004. godine kao mod za Half-Life 2, a 29. studenog 2006. godine postao je dostupan na Steam platformi kao zasebna igra.

## Opis igre
Garry's Mod je sandbox igra bez unaprijed postavljenih ciljeva, što znači da igrači imaju potpunu slobodu stvaranja, eksperimentiranja i igranja na način koji sami izaberu. Igrači mogu koristiti razne alate za manipulaciju objektima i svijetom igre, stvarajući različite scenarije, strojeve, vozila, građevine, pa čak i mini igre. Glavni alat u igri je "Physics Gun", koji omogućuje igračima da premještaju, rotiraju i postavljaju objekte u trodimenzionalnom prostoru.
Jedna od ključnih značajki igre je podrška za modove i dodatni sadržaj. Igrači mogu koristiti modele, teksture, zvukove i mape iz drugih igara koje koristi Source engine, kao što su Half-Life 2, Counter-Strike: Source i Team Fortress 2. Također, dostupni su tisuće dodataka koje su kreirali igrači putem Steam Workshopa, omogućujući stvaranje novih modova, oružja, vozila, likova i drugih objekata.

## Multiplayer
Garry's Mod također podržava multiplayer, što omogućava igračima zajedničku igru na serverima. Multiplayer modovi uključuju različite načine igre, od kojih su najpopularniji:
- Trouble in Terrorist Town (TTT): Detektivski mod u kojem su neki igrači tajni teroristi, dok ostali pokušavaju otkriti tko su teroristi prije nego što budu eliminirani.
- Prop Hunt: Igra skrivača u kojoj se jedan tim maskira kao objekti u svijetu igre, dok ih drugi tim pokušava pronaći.
- DarkRP (Dark Roleplay): Roleplay mod koji igračima omogućava simulaciju života u urbanoj sredini, s ulogama poput policajaca, kriminalaca, trgovaca i drugih.

## Razvoj i utjecaj
Garry's Mod nastao je kao eksperiment Garryja Newmana, koji je želio pružiti igračima alate za slobodno istraživanje mogućnosti Source enginea. U početku je bio besplatan, ali je s vremenom stekao ogromnu popularnost, što je dovelo do toga da postane komercijalni proizvod.
Jedna od ključnih značajki Garry's Moda je njegova fleksibilnost i podrška zajednici, koja je stvorila ogroman broj različitih modova i sadržaja. Ova igra inspirirala je mnoge druge sandbox naslove i modifikacije, te se često koristi za stvaranje machinima filmova i video sadržaja na platformama poput YouTubea.
Garry's Mod do sada je prodan u više milijuna primjeraka i ima visoke ocjene od strane kritike i igrača zbog svoje kreativne slobode i neograničenih mogućnosti. Iako igra nema tradicionalnu priču ili ciljeve, njezina sandbox priroda omogućuje igračima stvaranje vlastitih narativa i scenarija.
Garry's Mod ostaje jedna od najpoznatijih sandbox igara u videoigračkoj zajednici. Njegova fleksibilnost, podrška za modifikacije i bogata zajednica doprinose dugotrajnom uspjehu i popularnosti, te i dalje inspirira nove generacije igrača i kreatora sadržaja.

## Vanjske poveznice
Garry's Mod službena stranica